# Eduardo Gonzalo Ramírez

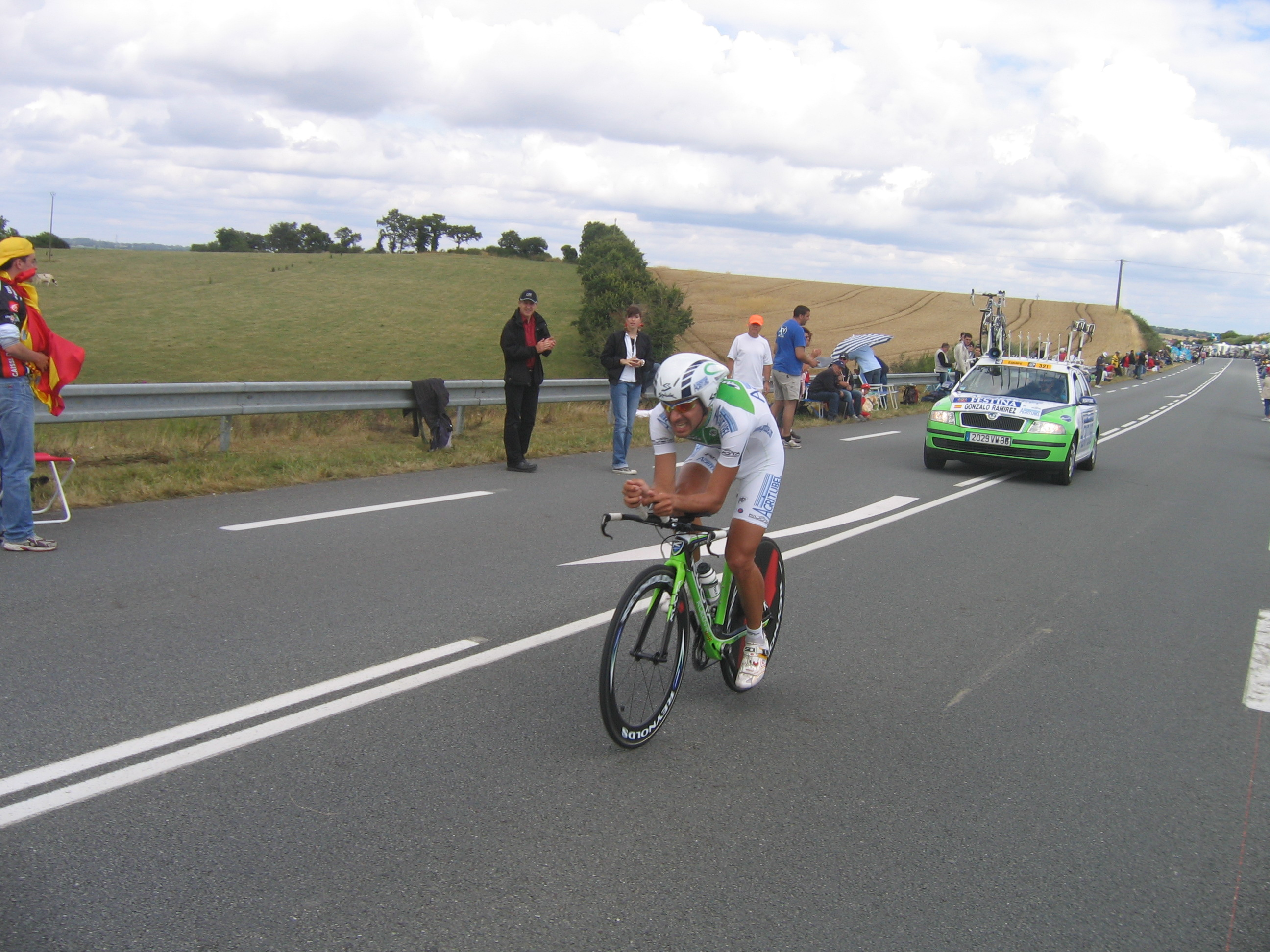
Eduardo Gonzalo beim ersten Zeitfahren der Tour de France 2008

Eduardo Gonzalo Ramírez (* 25. August 1983 in Mataró) ist ein spanischer Radrennfahrer.

## Sportliche Karriere
Eduardo Gonzalo gewann 2005 die Gesamtwertung der Ronde de l'Isard d'Ariège. Daraufhin bekam er für die folgende Saison 2006 einen Profivertrag bei dem französischen Professional Continental Team Agritubel. In seinem ersten Profijahr entschied er jeweils eine Etappe bei den kleineren französischen Rundfahrten Tour du Nord-Isère und Circuit de Lorraine für sich. 
Daraufhin wurde Gonzalo in die Mannschaft für die Tour de France 2006 aufgenommen, die er als 117. beendete. Bei der Tour de France 2007 gab er während der 1. Etappe auf, nachdem er sich bei einer Kollision mit einem Begleitfahrzeug eine Schulterverletzung zugezogen hatte. 2008 beendete er die Tour auf Rang 39; im Jahr darauf gab er nach der achten Etappe auf.

## Erfolge
2005
- Gesamtwertung Ronde de l'Isard d'Ariège

2006
- eine Etappe Tour du Nord-Isère
- eine Etappe Circuit de Lorraine

## Teams
- 2003 Angel Mir-Cataluna
- 2005 FC Barcelona
- 2006 Agritubel
- 2007 Agritubel
- 2008 Agritubel
- 2009 Agritubel
- 2010 Bretagne-Schuller
- 2011 Vélo-Club La Pomme Marseille